# قمة مصلى
قمة مصلى هي أعلى قِمة في البلقان وبلغاريا، وارتفاع القمة يَصل (2,925 م). ويَقع ضِمن سلسلة جبال ريلا في جنوب غرب بلغاريا. وهي من أبرز 7 قِمم بارزة في أوروبا. وقمة مصلى هي أعلى قمة بين جبال الألب وجبال القوقاز، وهي الأعلى في شرق أوروبا.
كلمة عربية تعني مكان الصلاة أطلقها العثمانيون على أعلى قمة جبلية في بلغاريا أثناء سيطرتهم عليها. وقمة مصلى هي أعلى قمة جبلية في شبه جزيرة البلقان بارتفاع 2925 متر، وتقع هذه القمة ضِمن سلسلة جبال ريلا في جنوب غرب بلغاريا، تقع قمة مصلى ضمن حديقة ريلا الوطنية إذ تتمتع بتنوع نباتي وحيواني وانتشار للغابات الصنوبرية وغيرها. ومن هذه القمة يُمكن رؤية جميع القمم الجبلية الأخرى في بلغاريا ومنها قمة ڤيتوشا في الشمال الغربي، وقمة سريدنا گورا في الشمال الشرقي.
معدل درجات الحرارة في قمة مصلى ثلاث درجات تحت الصفر وهي أبرد منطقة في بلغاريا وشبه جزيرة البلقان لذا فدائما ما تغطي الثلوج هذه القمة. كما أن ثلاث من أهم أنهار بلغاريا وهي نهر اسكار، ماريتسا، ميستا تقع مصادرها المائية بالقرب من قمة مصلى. أعلى القمم الأُخرى الواقعة في مُحيط قِمة مُصلى هي قمة مصلى الصغير 2902 متر وقمة إرشيك 2852 متر .

## المناخ
يظهر الجدول التالي التغييرات المناخية على مدار السنة لقمة مصلى:
| البيانات المناخية لـقمة مصلى      | البيانات المناخية لـقمة مصلى | البيانات المناخية لـقمة مصلى | البيانات المناخية لـقمة مصلى | البيانات المناخية لـقمة مصلى | البيانات المناخية لـقمة مصلى | البيانات المناخية لـقمة مصلى | البيانات المناخية لـقمة مصلى | البيانات المناخية لـقمة مصلى | البيانات المناخية لـقمة مصلى | البيانات المناخية لـقمة مصلى | البيانات المناخية لـقمة مصلى | البيانات المناخية لـقمة مصلى | البيانات المناخية لـقمة مصلى |
| الشهر                             | يناير                        | فبراير                       | مارس                         | أبريل                        | مايو                         | يونيو                        | يوليو                        | أغسطس                        | سبتمبر                       | أكتوبر                       | نوفمبر                       | ديسمبر                       | المعدل السنوي                |
| --------------------------------- | ---------------------------- | ---------------------------- | ---------------------------- | ---------------------------- | ---------------------------- | ---------------------------- | ---------------------------- | ---------------------------- | ---------------------------- | ---------------------------- | ---------------------------- | ---------------------------- | ---------------------------- |
| الدرجة القصوى °م (°ف)             | 7.0 (44.6)                   | 8.0 (46.4)                   | 12.1 (53.8)                  | 13.7 (56.7)                  | 12.6 (54.7)                  | 18.0 (64.4)                  | 20.0 (68.0)                  | 18.7 (65.7)                  | 16.4 (61.5)                  | 14.2 (57.6)                  | 9.6 (49.3)                   | 6.8 (44.2)                   | 20.0 (68.0)                  |
| متوسط درجة الحرارة الكبرى °م (°ف) | −8.2 (17.2)                  | −7.6 (18.3)                  | −5.6 (21.9)                  | −1.2 (29.8)                  | 2.7 (36.9)                   | 7.1 (44.8)                   | 10.1 (50.2)                  | 10.2 (50.4)                  | 6.3 (43.3)                   | 2.2 (36.0)                   | −1.8 (28.8)                  | −6.1 (21.0)                  | 0.7 (33.3)                   |
| المتوسط اليومي °م (°ف)            | −11.0 (12.2)                 | −10.6 (12.9)                 | −8.6 (16.5)                  | −4.1 (24.6)                  | −0.1 (31.8)                  | 4.4 (39.9)                   | 6.9 (44.4)                   | 7.2 (45.0)                   | 3.4 (38.1)                   | −0.6 (30.9)                  | −4.4 (24.1)                  | −8.6 (16.5)                  | −2.1 (28.2)                  |
| متوسط درجة الحرارة الصغرى °م (°ف) | −13.8 (7.2)                  | −13.6 (7.5)                  | −11.6 (11.1)                 | −7.0 (19.4)                  | −3.1 (26.4)                  | 1.6 (34.9)                   | 3.7 (38.7)                   | 4.2 (39.6)                   | 0.5 (32.9)                   | −3.1 (26.4)                  | −6.9 (19.6)                  | −11.0 (12.2)                 | −4.9 (23.2)                  |
| أدنى درجة حرارة °م (°ف)           | −30.6 (−23.1)                | −29.8 (−21.6)                | −26.8 (−16.2)                | −20.6 (−5.1)                 | −15.6 (3.9)                  | −12 (10)                     | −8 (18)                      | −9.8 (14.4)                  | −14 (7)                      | −17.5 (0.5)                  | −27.4 (−17.3)                | −31.2 (−24.2)                | −31.2 (−24.2)                |
| الهطول مم (إنش)                   | 126 (5.0)                    | 110 (4.3)                    | 130 (5.1)                    | 128 (5.0)                    | 119 (4.7)                    | 105 (4.1)                    | 80 (3.1)                     | 56 (2.2)                     | 47 (1.9)                     | 72 (2.8)                     | 88 (3.5)                     | 115 (4.5)                    | 1٬176 (46.3)                 |
| متوسط الأيام الممطرة              | 1                            | 0                            | 0                            | 0                            | 4                            | 8                            | 9                            | 7                            | 6                            | 3                            | 1                            | 0                            | 39                           |
| متوسط الأيام المثلجة              | 13                           | 14                           | 17                           | 18                           | 14                           | 5                            | 2                            | 1                            | 4                            | 8                            | 13                           | 15                           | 124                          |
| ساعات سطوع الشمس الشهرية          | 114                          | 112                          | 140                          | 127                          | 168                          | 181                          | 250                          | 250                          | 182                          | 169                          | 128                          | 104                          | 1٬925                        |
| المصدر: Stringmeteo.com           |                              |                              |                              |                              |                              |                              |                              |                              |                              |                              |                              |                              |                              |

## ألبوم الصور

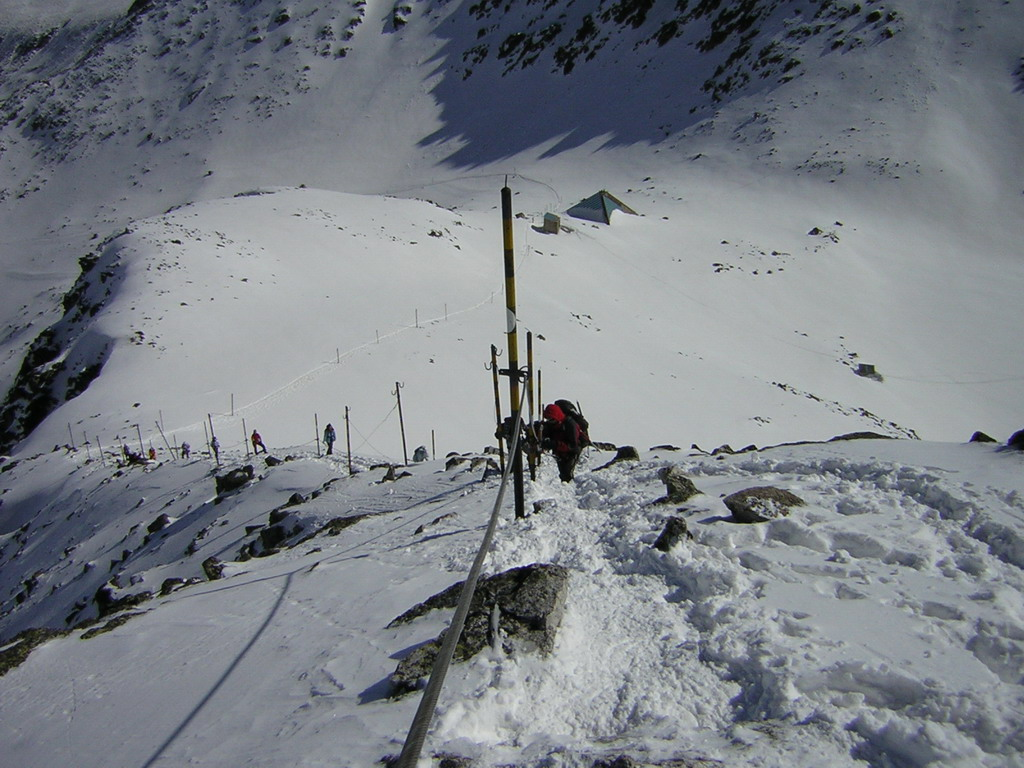
مُتجولون بالقرب من قمة مصلى.
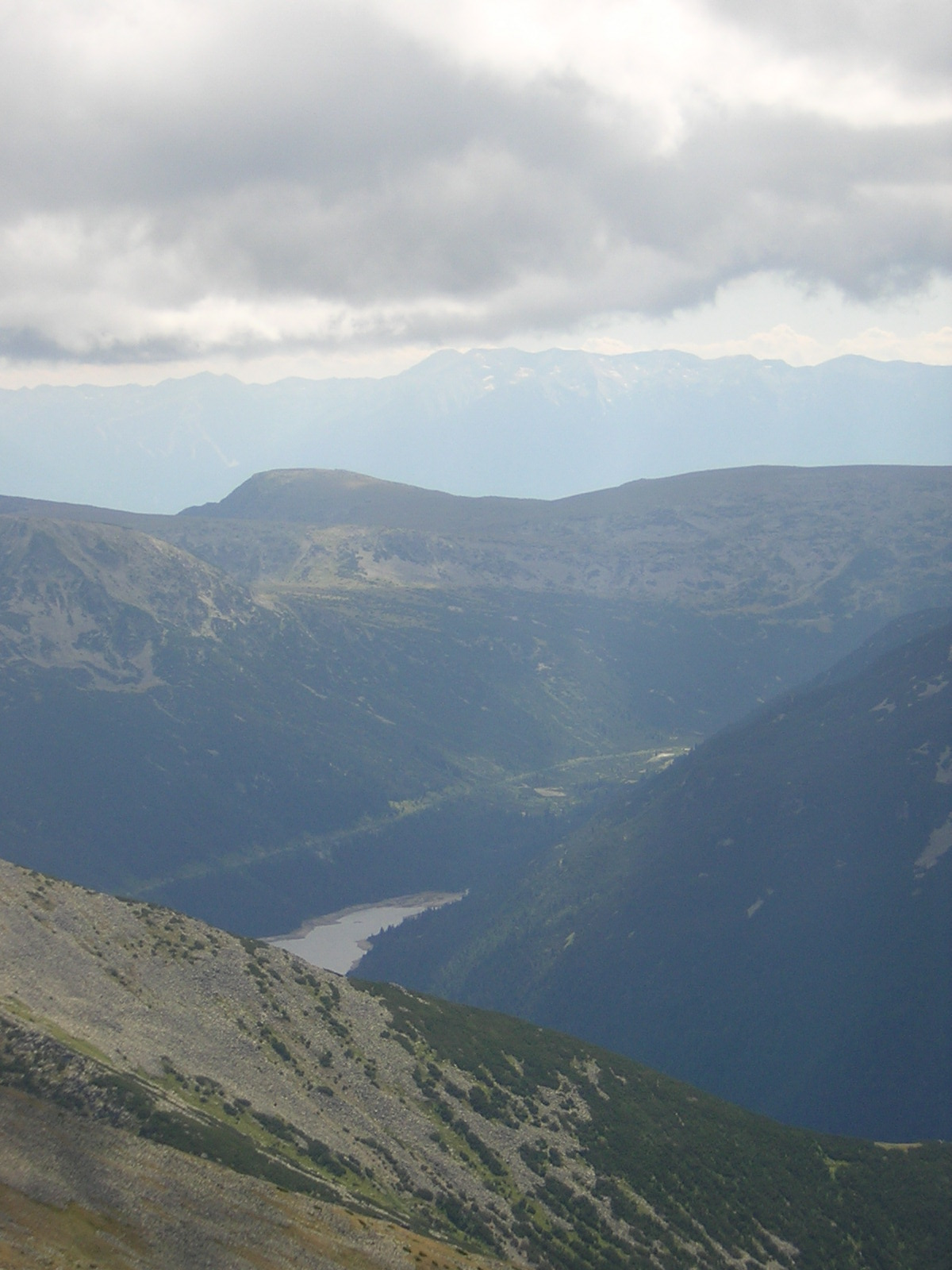
منظر لجبال بيرين من قمة مصلى.
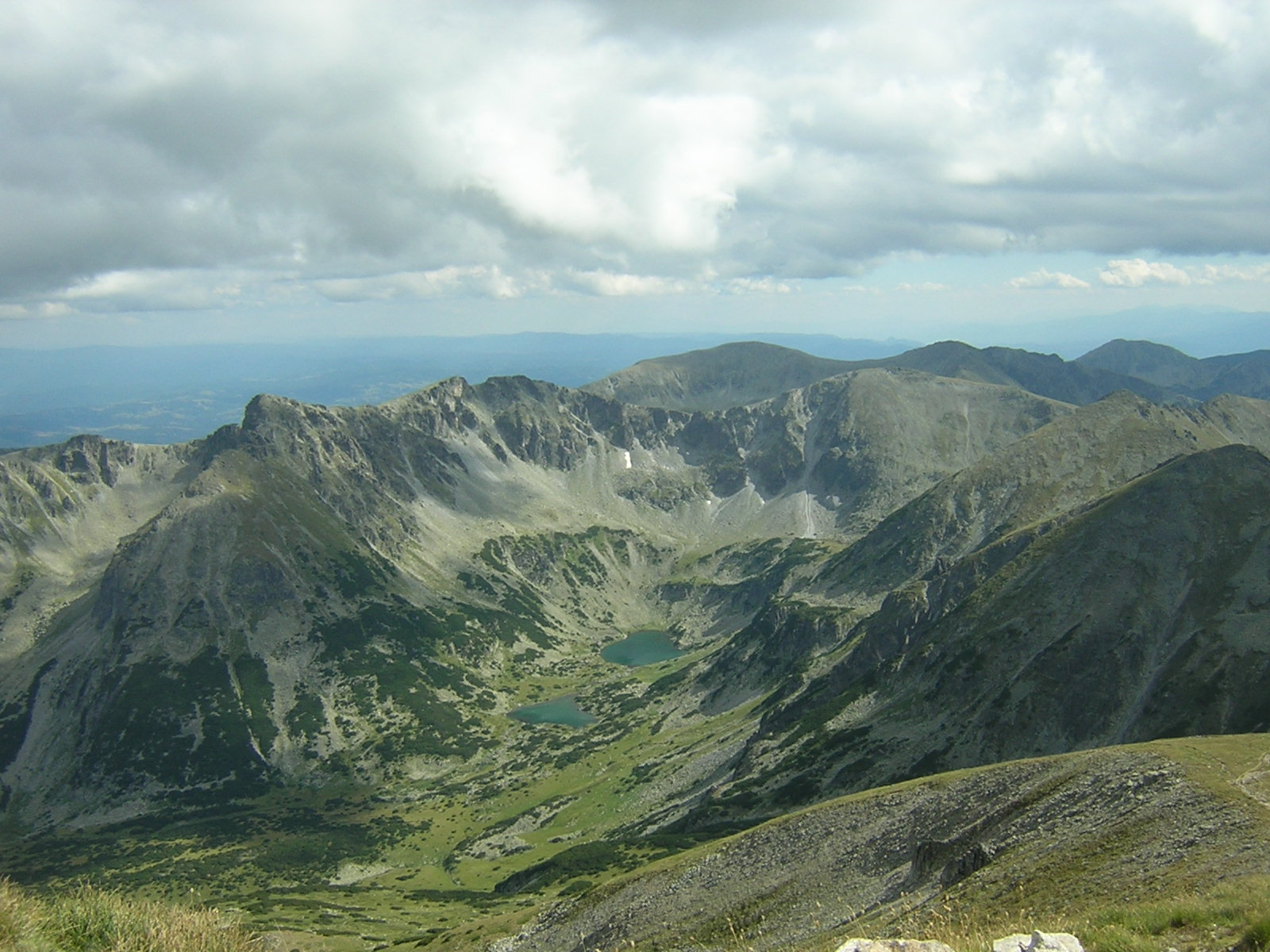
مَنبع نهر مارتيزا من مصلى.
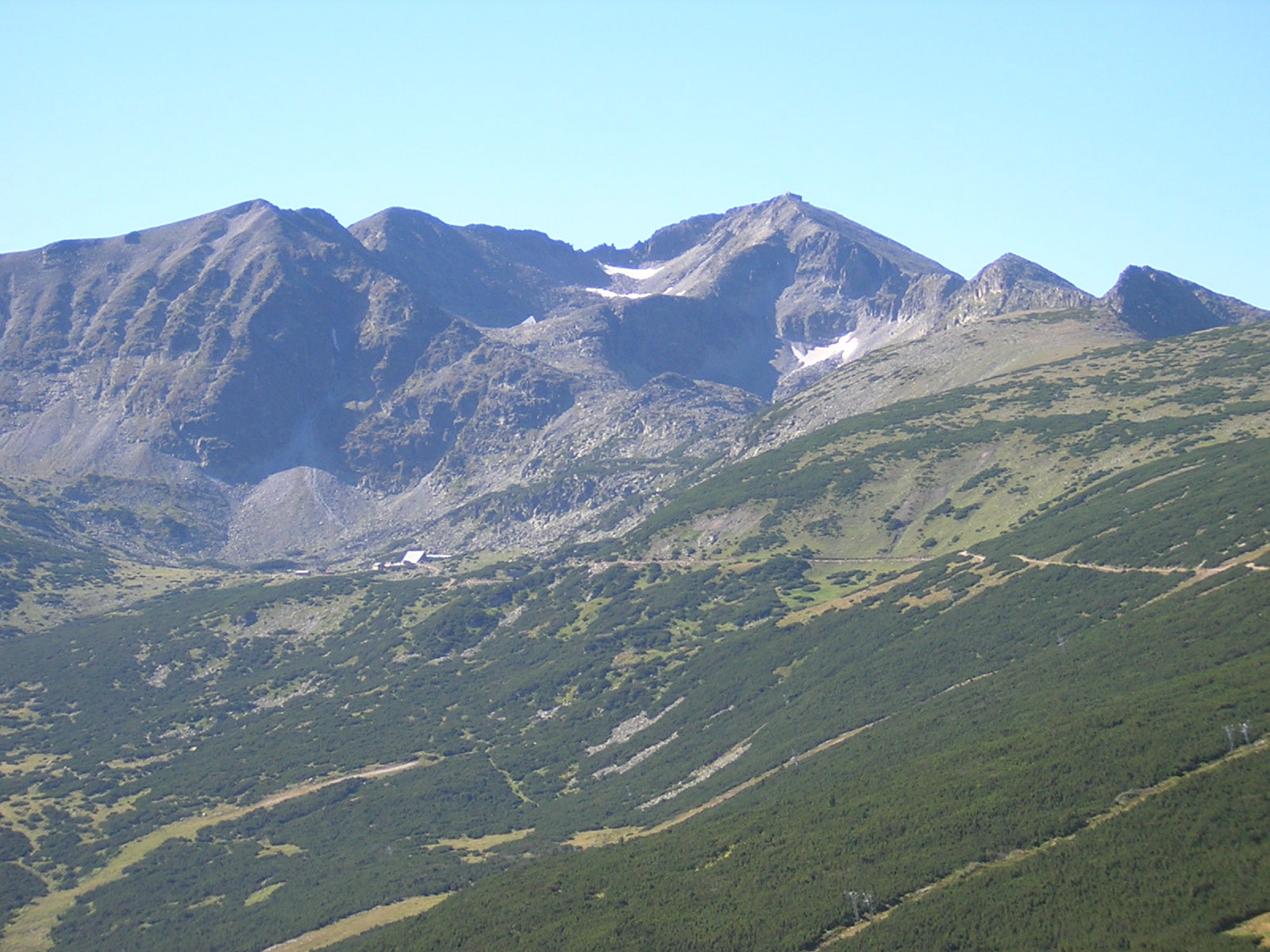
منظر لموسالا من ياستريبيتس. يمكن رؤية شاليه موسالا وملجأ إيفرست أيضًا